# Wadköpingsloppet
Wadköpingsloppet är ett långlopp 40 km på skidor i klassisk stil med gemensam start. Färdevägen går från Nora genom Kilsbergen till målet i Ånnaboda utanför Örebro. Det har arrangerats årligen sedan 1968. Deltagarrekordet är ca 1600 skidåkare (1979).
Namnet Wadköpingsloppet anknyter till Hjalmar Bergmans Örebro.

## Segrare
- 2021 - Inställt på grund av coronapandemin
- 2020 - Gabriel Thorn, SK Bore och Sandra Olsson, Malungs IF
- 2019 - Robert Eriksson, Björkfors GOIF och Olivia Hansson, Karlslunds IF
- 2018 - Pontus Nordström, Östervåla IF och Emilia Lindstedt, Falung Borlänge SK
- 2017 - Robin Bryntesson, Sockertoppen IF och Catharina Ramhult, Ulricehamns IF
- 2016 - Robert Eriksson, Björkfors GOIF och Helene Söderlund, IFK Mora
- 2015 - Bob Impola, SK Bore och Kristina Roberto, Karlslunds IF
- 2014 - Stefan Sunnerberg, SK Ringen och Olivia Hansson, Garphyttans IF
- 2013 - Stefan Sunnerberg, SK Ringen och Kristina Roberto, Karlslunds IF
- 2012 - Joakim Engström, IFK Mora och Anna-Carin Söderström, Malungs IF
- 2011 - Håkan Löfström, Falun Borlänge SK och Susanne Hedlund, Granbergsdals IF
- 2010 - Håkan Löfström, Falun Borlänge SK och Annika Löfström, Falun Borlänge SK
- 2009 - Dan Moberg, Ulricehamns IF och Lina Hultin, Garphyttans IF
- 2008 - Petter Myhlback, Karlslunds IF och Sandra Ragnarsson, Ställbergs IK
- 2007 - Fredrik Persson, Åsarna IK och Ulrica Persson, Vansbro AIK
- 2006 - Petter Myhlback, Falun-Borlänge SK och Ida Olsson, Åsarna IK
- 2005 - Daniel Cornelius, Karlslunds IF och Carina Lagerlöf, Sälens IF
- 2004 - Fredrik Persson, Åsarna IK och Susanne Hedlund, Granbergsdals IF
- 2003 - Tryggve Malm, Garphyttans IF och Anna Eriksson, Örebropolisens IF
- 2002 - John Vikman, Åsarna IK och Anna Eriksson, Örebropolisens IF
- 2001 - Magnus Hedlund, Granbergsdals IF och Bodil Carlsson, Vansbro AIK

- 1985 - Kent Pettersson, Boxholm SK
- 1984 - Kent Pettersson, Boxholm SK
- 1982 - Heimo Marttila, IFK Mora
- 1979 - Anders Torstensson, Kopparbergs IF
- 1978 - Anders Torstensson, Kopparbergs IF
- 1977 - Nils Gryth, Ludvika FFI
- 1976 - Nils Gryth, Ludvika FFI
- 1975 - Nils Gryth, Ludvika FFI
- 1972 - Matti Vaattovaara, Garphyttans IF
- 1970 - Esko Huttunen, Finland
- 1969 - Bertil Smeds, Klotens IF Kloten
- 1968 - Sakari Virtanen, Garphyttans IF

## Färdevägen
Färdevägen från Nora till Ånnaboda har fem officiella kontroller. Här kan åkaren bland annat dricka, äta, valla om och vila ut.
Start: Nora, 0 km
1. Ramshyttan, ca 6 km
2. Bocksbodasjön, ca 14 km
3. Tomasboda, ca 23 km
4. Kvittjärnskorset, ca 29 km
5. Hällsjögrillen, ca 35 km

Mål: Ånnaboda, 40 km

## Bergspriset
Sedan 1991 har den förste skidlöparen som passerar kontrollen i Tomasboda erövrat Bergspriset. 